# Petersburg (Virgínia de l'Oest)
Petersburg és una població dels Estats Units a l'estat de Virgínia de l'Oest. Segons el cens del 2000 tenia 2.423 habitants.

## Demografia
Segons el cens del 2000, Petersburg tenia 2.423 habitants, 1.086 habitatges, i 620 famílies. La densitat de població era de 573,9 habitants per km².
Dels 1.086 habitatges en un 23,4% hi vivien nens de menys de 18 anys, en un 44,3% hi vivien parelles casades, en un 10,4% dones solteres, i en un 42,9% no eren unitats familiars. En el 38% dels habitatges hi vivien persones soles el 19% de les quals corresponia a persones de 65 anys o més que vivien soles. El nombre mitjà de persones vivint en cada habitatge era de 2,1 i el nombre mitjà de persones que vivien en cada família era de 2,75.
Per edats la població es repartia de la següent manera: un 19% tenia menys de 18 anys, un 8,8% entre 18 i 24, un 23,8% entre 25 i 44, un 24,1% de 45 a 60 i un 24,3% 65 anys o més.
L'edat mediana era de 44 anys. Per cada 100 dones de 18 o més anys hi havia 78,5 homes.
La renda mediana per habitatge era de 24.867 $ i la renda mediana per família de 32.941 $. Els homes tenien una renda mediana de 23.654 $ mentre que les dones 20.250 $. La renda per capita de la població era de 19.642 $. Entorn de l'11,9% de les famílies i el 17,5% de la població estaven per davall del llindar de pobresa.

## Poblacions més properes
El següent diagrama mostra les poblacions més properes.